# Kirsty Hutchinson
Kirsty Hutchinson (* 6. April 1991 in Barnard Castle, County Durham, England) ist eine englische Dartspielerin, welche sowohl an den Turnieren der World Darts Federation (WDF) als auch der Professional Darts Corporation (PDC) teilnimmt. Als ihr bisher größter Erfolg gilt der Einzug ins Finale der WDF-Weltmeisterschaft 2022.

## Karriere
Hutchinsons Darts-Karriere begann im Alter von 17 Jahren in ihrer Geburtsstadt Barnard Castle, wo sie Teil der Damenmannschaft des örtlichen Pubs wurde. Ihr Talent führte dazu, dass sie später auch Teil des Teams ihres Heimatcounty Durham sowie weiterer Teams wurde.
Hutchinson begann früh als eine von wenigen weiblichen Spielerinnen an den Turnieren der Professional Darts Corporation, welche zum größten Teil gemischtgeschlechtlich gespielt werden, teilzunehmen. Ihr Debüt gab sie im April 2012 auf der PDC Youth Tour (heute: PDC Development Tour), welche sich an Spieler im Alter von 16 bis 23 Jahren richtet. Am 15. Juli 2012 gelang ihr dabei das erste Mal der Einzug ins Preisgeld, als sie nach einem Freilos mit 4:3 gegen John Esam gewann. Sie versuchte sich daraufhin weiter an den Jugendturnieren, bevor sie 2014 eine Pause von der PDC nahm. Beim PDC Youth Tour-Event Nummer 6 im Jahr 2015 ging sie wieder an den Start und spielte sich erstmals mit drei Siegen unter die letzten 32. Sie erreichte noch zwei weitere Male das Preisgeld, bevor sie sich auf die Turniere der British Darts Organisation (BDO) und der WDF konzentrierte, nachdem sie bereits versucht hatte, sich für die BDO-Weltmeisterschaft 2016 zu qualifizieren.
Bei diesen nach Geschlechtern getrennten Turnieren erreichte sie im Mai 2016 das Achtelfinale der Welsh Open, wo sie mit 0:4 gegen Lorraine Winstanley verlor. Ihr erstes Halbfinale bei der BDO erreichte Hutchinson im Oktober 2017. Bei den Northern Ireland Open unterlag sie erst unter den letzten vier Paula Jacklin mit 2:4. Dieses Ergebnis konnte sie ein Jahr später wiederholen. Dieses Mal unterlag sie Lorraine Winstanley mit 3:4. Bei den Slovak Masters im Februar 2019 erreichte sie sogar das Finale, nachdem sie Fallon Sherrock besiegen konnte. Das Endspiel verlor sie dann jedoch gegen Anastassija Dobromyslowa mit 0:5. Im März gewann Hutchinson die West Fries Open im niederländischen Hoorn nach einem Finalsieg über Laura Turner Zuvor hatte sie im Halbfinale die erfolgreiche niederländische Dartspielerin Aileen de Graaf besiegt. Später im gleichen Jahr spielte sie sich über ein Qualifikationsturnier zur BDO World Trophy 2019. Bei ihrer ersten Teilnahme an einem Major-Turnier traf sie in der ersten Runde auf Lorraine Winstanley und unterlag mit 3:4, nachdem alle Legs von der anwerfenden Person gewonnen wurden. Ihre nächsten Titel holte sie jedoch Anfang Oktober 2019 in Newry, wo sie zunächst bei den Northern Ireland Open gegen die Finnin Kaisu Rekinen mit 5:0 gewann. Danach gewann sie auch das Northern Ireland Matchplay gegen Denise Cassidy.
Kurz darauf schaffte sie es ebenfalls über das Qualifikationsturnier zur BDO World Darts Championship 2020. Ihr WM-Debüt gab sie daraufhin am 5. Januar 2020 gegen die an Position drei gesetzte Aileen de Graaf aus den Niederlanden. In einem engen Spiel konnte Hutchinson zunächst mit 3:1 in Legs den ersten Satz sichern. Den zweiten Satz verlor sie jedoch mit 0:3, sodass es zu einem entscheidenden dritten Satz kam. In diesem stand es nach vier gespielten Legs 2:2, sodass das fünfte Leg des Satzes die Partie entschied. Dieses gewann de Graaf nach 15 Darts und sorgte somit für das Ausscheiden von Hutchinson in der ersten Runde. Ende November versuchte sich Hutchinson beim Women’s Qualifier für die PDC-Weltmeisterschaft. Nachdem sie im Vorjahr noch früh gescheitert war, schaffte sie es in diesem Jahr ins Achtelfinale, wo sie jedoch erneut hängen blieb.
Kurz darauf versuchte sich Hutchinson zum ersten Mal in ihrer Karriere an der PDC Qualifying School um sich eine PDC Pro Tour Card für die kommenden zwei Jahre zu erspielen. Sie gewann dabei jedoch lediglich ein Spiel, sodass ihr eine Tour Card verwehrt blieb. Danach nahm sie erstmals an den Dutch Open teil. Sie erreichte dabei das Viertelfinale, in welchem sie Deta Hedman mit 2:4 unterlag.
Hutchinson spielte nach der gescheiterten Q-School die Turniere der – aufgrund der COVID-19-Pandemie gekürzten – PDC Challenge Tour 2020, ohne dabei jedoch Preisgeld zu erringen. Auch bei der neu eingeführten PDC Women’s Series spielte Hutchinson mit und erspielte sich insgesamt 100 Pfund. WDF-Turniere konnte sie in dieser Zeit nicht spielen, da der Spielbetrieb pandemiebedingt bis Mitte 2021 ruhte. Bei der PDC Women’s Series 2021 spielte sie die ersten sechs Turniere mit und erreichte dabei dreimal das Viertelfinale.
Drei Wochen später kam sie sowohl bei den British Open als auch dem British Classic ebenfalls ins Viertelfinale. Ein noch erfolgreicheres Wochenende setzte sie eine Woche in Prestatyn, Wales später nach. Bei den Welsh Classic zog Hutchinson ins Finale ein, welches sie gegen Beau Greaves mit 2:5 verlor. Daraufhin spielte sie sich ebenfalls bei den Welsh Open, einem von der WDF in der Kategorie Gold geführten Turnier, ins Finale. Erneut traf sie auf Greaves und setzte sich dieses Mal mit 5:4 durch. Dadurch qualifizierte sich Hutchinson als Siegerin eines Gold-Turnieres frühzeitig für die WDF-Weltmeisterschaft 2022. Später erzählte sie, dass sie die am gleichen Wochenende ausgetragenen Women’s Series-Turnier bewusst ausgelassen hatte, um sich für die WM zu qualifizieren.
Am ersten Wochenende der PDC Women’s Series erreichte Hutchinson einmal das Halbfinale. Im Viertelfinale besiegte sie dafür die Rekord-Weltmeisterin Trina Gulliver, bevor sie Lisa Ashton mit 3:5 unterlag. Daraufhin ging sie Anfang April bei der WDF World Darts Championship an den Start. Dabei war sie sogar an Position sechs direkt für die zweite Runde gesetzt. Die in ihrer Turnierhälfte als Mitfavoritin geltende Hutchinson besiegte dabei in ihrem ersten Spiel Jo Clements mit 2:0 in Sätzen, wenngleich sie in diesem Spiel mit Problemen auf die Doppel zu kämpfen hatte. Im Viertelfinale gab sie gegen Priscilla Steenbergen erstmals einen Satz ab. Sie gewann jedoch die darauffolgenden zwei Sätze und spielte sich somit ins Halbfinale. In diesem traf sie auf die Waliserin Rhian O’Sullivan, welche über ein Qualifikationsturnier zur WM gekommen war. Hutchinson war also in der Favoritenrolle, welcher sie in den ersten zwei Sätzen auch gerecht wurde. O’Sullivan kämpfte sich aber nochmal gegen Hutchinson zurück und stellte auf 2:2, sodass es zu einem entscheidenden fünften Satz kam. In diesem gewannen beide Spielerinnen ihre Anwurflegs, sodass Hutchinson erst im finalen letzten Leg den Einzug ins Endspiel perfekt machen konnte. In diesem traf sie auf die 18-jährige Beau Greaves, welche bis zu diesem Zeitpunkt lediglich einen Satz verloren hatte und in jedem Spiel einen höheren 3-Dart-Average erzielte als Hutchinson bisher. Im Finale dominierte Greaves dann auch das komplette Spiel und gab an Hutchinson gerade einmal ein Leg ab. Hutchinson unterlag also mit 0:4, strich aber dennoch den Titel als Vize-Weltmeisterin ein.
Ende April spielte sich Hutchinson ins Halbfinale der Scottish Open. Dieses Mal unterlag sie dabei Jo Clements mit 3:4. Seinen Titel bei den Welsh Open konnte sie daraufhin nicht verteidigen. Sie unterlag im Halbfinale Beau Greaves mit 0:4. Im Juni 2022 nahm sie zum zweiten Mal in ihrer Karriere an den Dutch Open teil. Nach Siegen unter anderem über Lerena Rietbergen und Paula Jacklin ins Halbfinale ein. Erneut verlor sie dabei gegen Greaves, dieses Mal mit 1:4.
Im August 2022 reiste Hutchinson zum Dartspielen nach Australien, um an den Australian Darts Open teilzunehmen. Bei den eigentlichen Australian Darts Open hatte sie wenig Erfolg. In ihrer Vorrundengruppe unterlag sie sowohl Wendy Harper aus Neuseeland als auch Kym Mitchell aus Australien und schied somit als Gruppenletzte aus. Im Nachfolgeturnier, den Pacific Masters, erreichte sie zumindest das Halbfinale, in welchem sie mit 2:4 gegen Tori Kewish verlor.
Anfang Oktober nahm sie an den Bruges Open in Brügge teil und unterlag erst im Halbfinale Aileen de Graaf mit 0:4. Die PDC Women’s Series 2022 beendete Hutchinson daraufhin auf Rang 14. Beim Irish Classic erspielte sie sich daraufhin ein Viertelfinale, ebenso wie bei den Italian Open. Beim Italian Grand Masters schied sie im Halbfinale gegen Paula Jacklin aus. Ansonsten trat sie nur noch beim WDF World Masters Anfang Dezember in Erscheinung, wo sie erneut an Position sechs gesetzt war. Sie schaffte es bis ins Achtelfinale, wo sie an der späteren Halbfinalistin Mayumi Ouchi aus Japan scheiterte. Für die WDF World Darts Championship 2023 qualifizierte sie sich dadurch dennoch, sodass sie sich den anschließenden Qualifier sparen konnte.
Ende Januar 2023 stand Hutchinson im Finale der Romanian Classic, nachdem sie im Halbfinale Deta Hedman geschlagen hatte. Gegen Beau Greaves war jedoch erneut kein Leg zu holen. Bei den Scottish Open im Februar unterlag sie Hedman im Halbfinale mit 1:4. Anfang Mai ging sie wieder bei den Welsh Open an den Start. Sie schaffte es bis ins Viertelfinale, wo wieder mal bei Greaves Endstation war. Bei den Antwerp Open im belgischen Antwerpen stand Hutchinson im Halbfinale. Dieses verlor sie gegen die Deutsche Monique Leßmeister. Bei den am gleichen Wochenende ausgetragenen Belgium Open scheiterte sie ebenfalls im Halbfinale an Rhian O’Sullivan. Zwei Wochen später folgten die nächsten Halbfinale bei der WDF, dieses Mal bei den Swedish Open und Swedish Masters in Malmö, wo sie jeweils gegen Greaves verlor.
Anfang Oktober gewann Hutchinson die Bruges Open in Belgien. Im Finale setzte sie sich dabei gegen Aileen de Graaf mit 5:4 durch. Auch beim zweiten Turnier des Wochenendes, den Belfry Open, stand sie im Finale gegen de Graaf. Dieses verlor sie allerdings mit 2:5. Bei den Malta Masters erreichte Hutchinson das Halbfinale, ebenso bei den Malta Open.
Auf der PDC Women’s Series 2023 schaffte es Hutchinson dreimal ins Halbfinale und in weitere drei Viertelfinale und beendete die Women’s Series Order of Merit auf Rang elf.
Im Dezember nahm Hutchinson erneut an der WDF World Darts Championship teil, für die sie sich bereits im Vorjahr qualifiziert hatte. Sie erreichte dabei das Viertelfinale, welches sie gegen Lisa Ashton mit 1:2 verlor.
Ende Januar 2024 unterlag Hutchinson im Halbfinale der Romanian Classic Lorraine Hyde. Mitte August gewann sie dafür das Swedish Masters, indem sie sich mit 5:3 im Finale gegen Aileen de Graaf durchsetzte. Mitte Oktober nahm Hutchinson am World Masters 2024 in Budapest teil. Nachdem sie ihre Gruppe unbeschadet überstand, setzte sie sich gegen die beiden Deutschen Tamara Kovacev und Stefanie Lück durch. Im Achtelfinale unterlag sie jedoch der Japanerin Kosuzu Iwao mit 2:5. Bei der WDF World Darts Championship 2024 startete Hutchinson in der ersten Runde. Sie setzte sich gegen Veronika Ihász in einem schwachen Spiel mit 2:1 durch und traf im Achtelfinale auf die gesetzte Deta Hedman. Sie gewann zwar den ersten Satz, danach jedoch kein Leg mehr und schied mit 1:2 aus dem Turnier aus.
Bei den Dutch Open 2025 zog Hutchinson bis ins Achtelfinale ein, welches sie jedoch knapp mit 3:4 gegen Anca Zijlstra verlor.

## Weltmeisterschaftsresultate

### BDO
- 2020: 1. Runde (1:2-Niederlage gegen  Aileen de Graaf)

### WDF
- 2022: Finale (0:4-Niederlage gegen  Beau Greaves)
- 2023: Viertelfinale (1:2-Niederlage gegen  Lisa Ashton)
- 2024: Achtelfinale (1:2-Niederlage gegen  Deta Hedman)

## Titel

### BDO
- Weitere
  - 2019: West Fries Open, Northern Ireland Open, Northern Ireland Matchplay

### WDF
- Gold-Turniere
  - Welsh Open: (1) 2021
- Silber-Turnier
  - Bruges Open: (1) 2023
  - Swedish Masters: (1) 2024

## Privates
Hutchinson lebt in Middleton-in-Teesdale im County Durham. Beruflich arbeitet sie als Pflegerin im Green Lane Nursery & Childcare Centre, einem Kinderheim in Barnard Castle. Ihr Vater Gary und ihr Bruder Graham spielten ebenfalls Darts in Teams in der Umgebung.